# تيس جونسون
تيس جونسون (بالإنجليزية: Tess Johnson)‏ هي متزحلقة حرة أمريكية، ولدت في 19 يونيو 2000 في فيل في الولايات المتحدة.

## وصلات خارجية
- الموقع الرسمي
- تيس جونسون على موقع الاتحاد الدولي للتزلج (التزلج الحر) (الإنجليزية)
- تيس جونسون على موقع أوليمبيديا (الإنجليزية)
- تيس جونسون على موقع اللجنة الأولمبية والبارالمبية الأمريكية (الإنجليزية)